# قانون وضعي
القوانين الوضعية هي القوانين التي وضعها الإنسان من دون الاعتماد على التشريعات السماوية (الشريعة الإسلامية، الشريعة اليهودية، الشريعة المسيحية) وتسمى أيضًا قوانين مدنية وقد تحولت أغلب القوانين الأوروبية إلى هذا النوع من القوانين بعد أن كانت تشريعاتها سماوية في الأغلب في فترة الخروج عن الكنيسة.
في فلسفة القانون يتم تمحيص ونقاش ماهية القانون. فالسؤال الذي ناقشه الفلاسفة بشكل مركز: ماهو القانون؟ ومن هنا نبعت عدة اجابات ومذاهب فكرية مُتعددة. أهم هذه المذاهب الفكرية هي كالتالي:
القانون الطبيعي: تُشير نظرية القانون الطبيعي إلى ان هنالك قوانين تفرضها الطبيعة وعليه فإن القانون النافذ يجب أن يحاكي الطبيعة بأكبر قدر ممكن. ويقول مُناصرو هذه النظرية إنّ القانون غير العادل ليس صحيحًا، لأن اللاعدل (أو الظلم) مناهض للقانون الطبيعي.
التشريع الوضعي: هو وجهة نظر تقول بأن القانون يتم تعريفه بحسب الممارسات والتقاليد الاجتماعية التي تُنظم بعض العادات وتجعلها قوانين. من أوائل المفكرين الوضعيين هو جيريمي بنتام، وقام طالبه جون اوستين بنشر افكاره. ويتفق الاثنان بإن القانون هو حكم ذوي السيادة بالاستناد إلى التهديد بالعقوبات. ولكن تطورت مفاهيم التشريع الوضعي للتجاوز تلك النظرة. في القرن العشرين ظهر مُفكرين وضعيين كانت لهم بصمتهم في فلسفة القانون ككل. مثل المُفكر هانز كلسن الذي طرح فكرة «العرف الأساسي» الذي تقول أن من المفترض أن يكون هناك أساس للعرف القانوني، أي انه لا بد من إيجاد الأصل الذي ينبثق منه القانون. وماتزال افكار المُفكر هانز كلسن ذات إهمية إلى حد ما. كما يجدُر بنا ذكر الكاتب والمُفكر هربيرت ليونل أدولفوس هارت، والذي جادل بأن القانون يجب أن يدرس كمنظومة العادات والأحكام الاجتماعية.
أما القانون الوضعي: هو مجموعة من اللوائح والقوانين التي وضعها الإنسان التي تُنظم حياة البشر وتُيسر المعاملة بين البشر...حيث يهتم بدراسة القانون في حاضره بمعنى القانون المُطبق فعلًا في الدولة سواء كان هذا القانون قانونًا خاصًا أو قانونًا عامًا.